# Ofra
Ofra (hebr.: עפרה) – wieś położona w samorządzie regionu Matte Binjamin, w Dystrykcie Judei i Samarii, w Izraelu.
Leży w środkowej górzystej części Samarii, w pobliżu Nablusu w otoczeniu terytoriów Autonomii Palestyńskiej.

## Historia
Osada została założona w 1975 przez grupę żydowskich osadników. Była to pierwsza żydowska osada założona w Samarii.

## Galeria

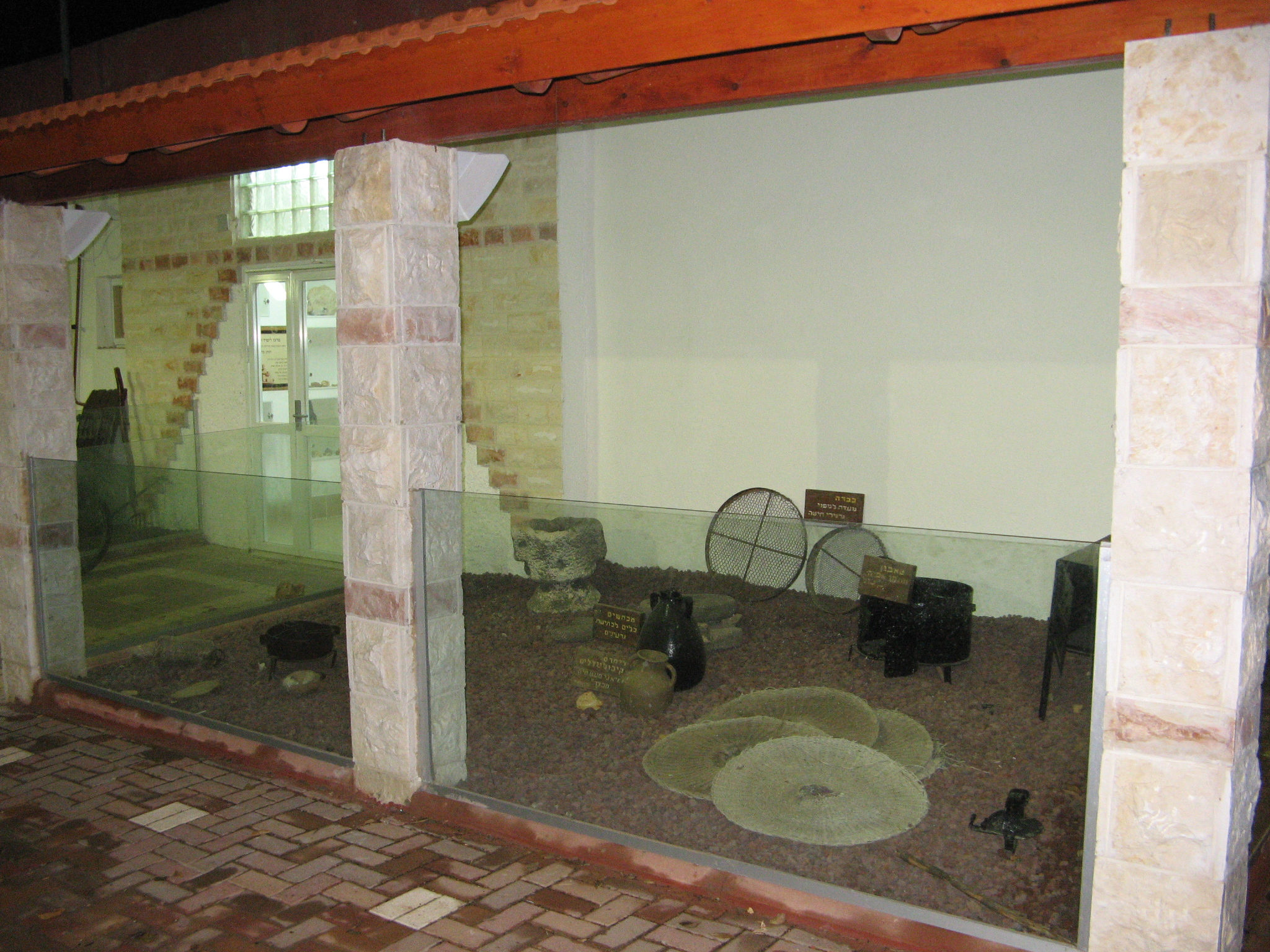
Muzeum Ofry, wystawa plenerowa.
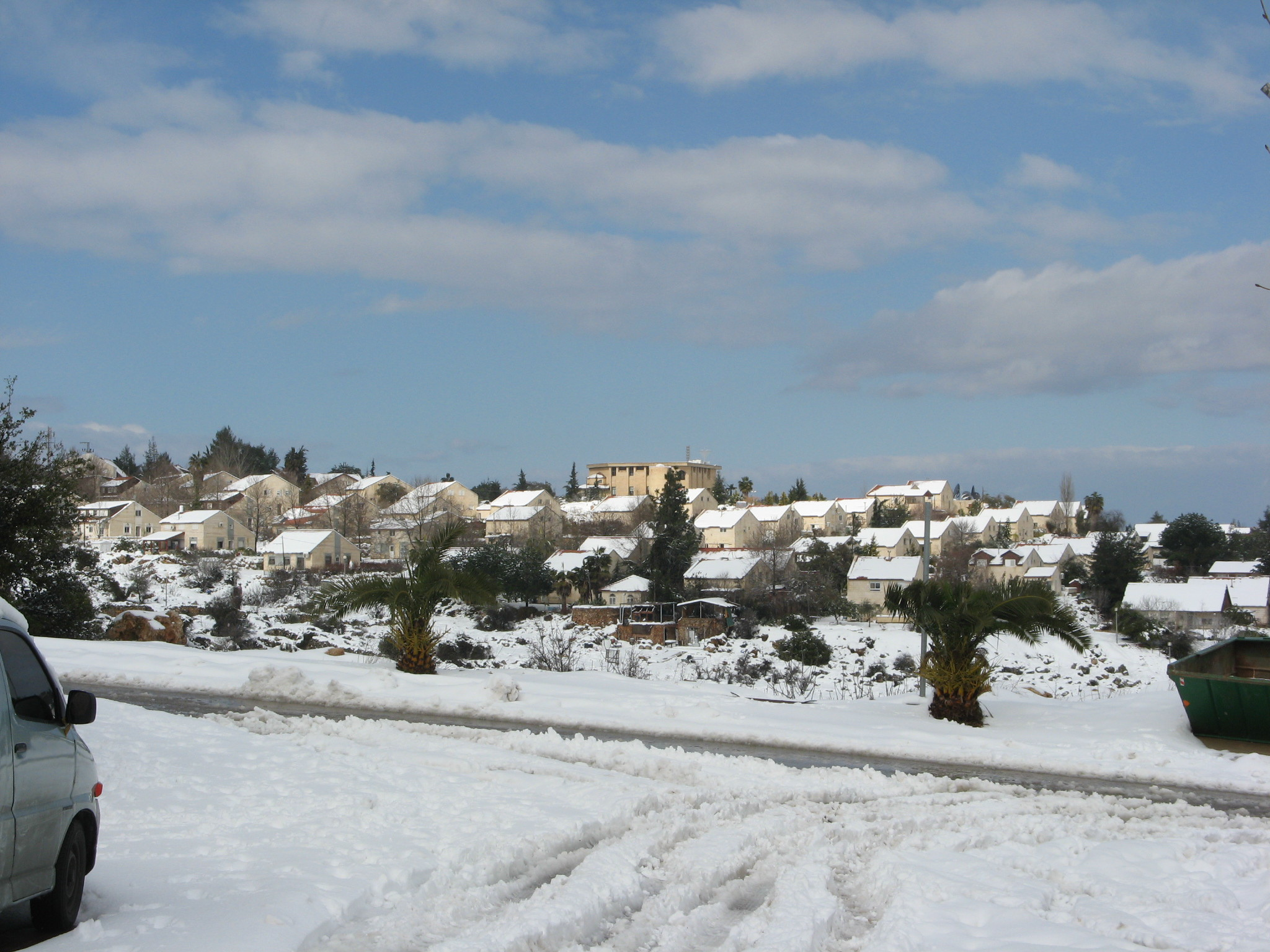
Zima w 2008 r.